# Port lotniczy Dżalalabad (Kirgistan)
Port lotniczy Dżalal-Abad (Kirgistan) (ICAO: UAFJ) – port lotniczy położony w mieście Dżalalabad, w Kirgistanie, w obwodzie dżalalabadzkim.